# Oetsjchiti-moskee
De Oetsjchiti-moskee (Georgisch: უჩხითის ჯამე) is een houten moskee in het dorp Oetsjchiti in de gemeente Keda in het zuiden van de Georgische autonome republiek Adzjarië.
Het gebouw heeft twee verdiepingen en ligt op een hoogte van 489 meter boven zeeniveau en meet 7,08 × 8,52 meter.
Het is niet bekend wanneer de moskee voor het eerst werd gebouwd. Nadat de moskee was afgebrand tijdens de Russisch-Turkse Oorlog (1877-1878), herbouwde Kikava Basiladze de moskee in de jaren 1880. De moskee heeft zowel houtsnijwerk uit de Ottomaanse periode als kleurrijke muurschilderingen gemaakt tijdens de Russische periode. Het houten sierwerk op de plaats van aanbidding is goed bewaard gebleven. Het gebouw werd tijdens de periode van de Sovjet-Unie gebruikt als pakhuis en dorpsgebouw en werd in 1991 heropend voor religieuze diensten.